# Ruth Müller (Politikerin)

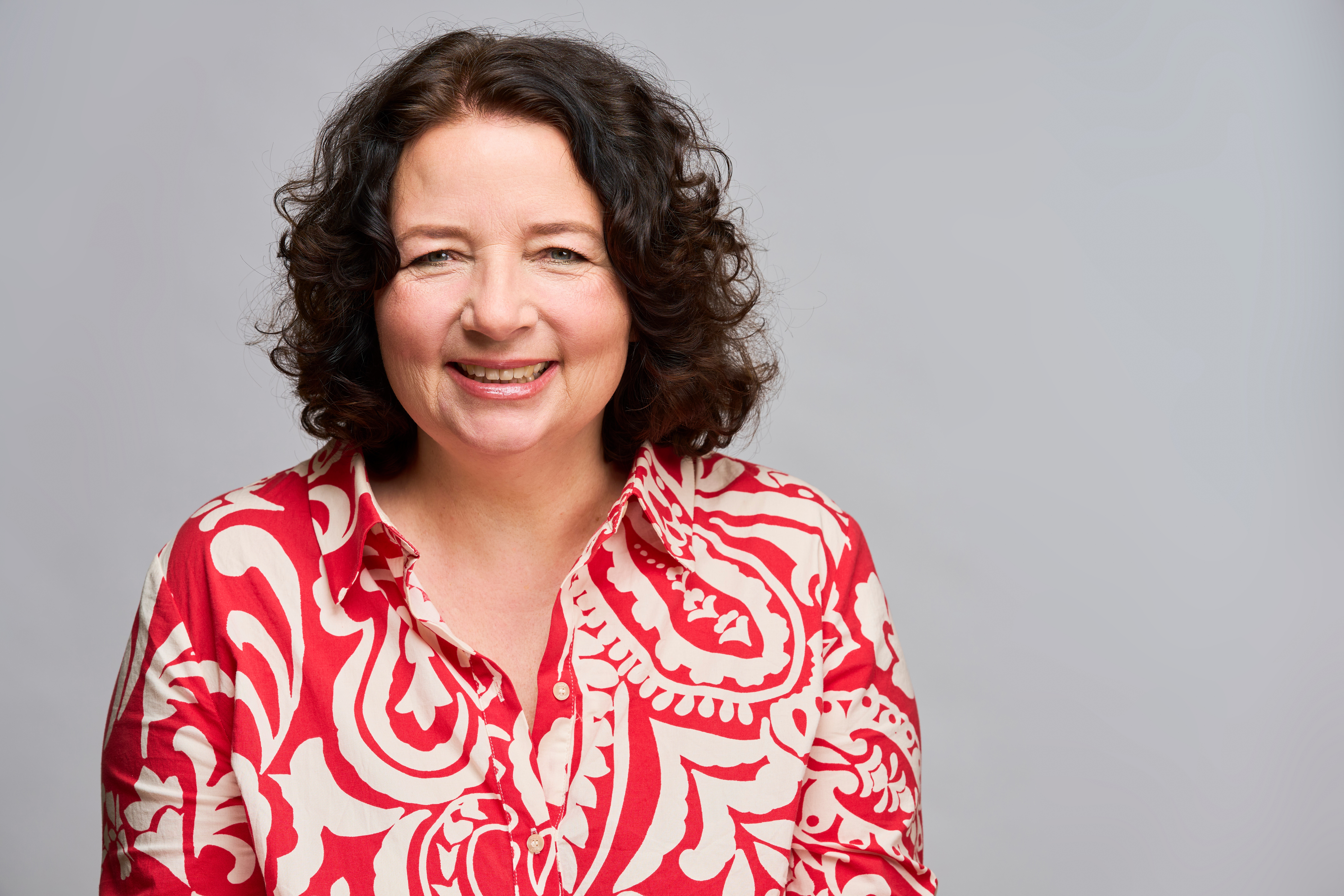
Ruth Müller (2024)

Ruth Müller geb. Huber (* 10. März 1967 in München) ist eine deutsche Politikerin (SPD). Seit der Landtagswahl in Bayern 2013 ist sie Abgeordnete im Bayerischen Landtag, 2021 bis 2024 als stellvertretende Fraktionsvorsitzenden. Bei der Kommunalwahl 2020 trat sie erfolglos als Landratskandidatin für den Landkreis Landshut an. Seit Januar 2023 ist sie Generalsekretärin der BayernSPD.

## Leben
Ruth Müller erwarb die mittlere Reife im Jahr 1983 an der Realschule in Rottenburg an der Laaber. Sie absolvierte danach eine Ausbildung zur Einzelhandelskauffrau. Von 1986 bis 1990 war sie Stellvertreterin des Geschäftsleiters im Einzelhandel. Ab 1990 bis zu ihrer Wahl in den Bayerischen Landtag war sie Vertriebsassistentin bei einem Schweizer Industrieunternehmen mit Sitz in Landshut. Sie hat einen erwachsenen Sohn. Müller ist evangelisch-lutherischer Konfession.

### Kommunalpolitik
Im Jahr 1989 gründete sie die 'Wählergemeinschaft Die Landjugend' und kandidierte 1990 erstmals für den Kreistag im Landkreis Landshut. Seit 1996 ist Ruth Müller Kreisrätin in Landshut, seit 2002 Gemeinderätin in Pfeffenhausen. Bei der Kommunalwahl 2020 trat sie als Landratskandidatin für den Landkreis Landshut an, die sie als viertplatzierte (4,8 %) gegen Amtsinhaber Peter Dreier (73,0 %) verlor.

### Parteilaufbahn
Nachdem Müller zuvor als Teil einer Wählergemeinschaft kommunalpolitisch aktiv gewesen war, trat sie 2002 in die SPD ein. Seit 2008 ist sie Vorsitzende des SPD-Kreisverbandes Landshut, seit 2013 stellvertretende Bezirksvorsitzende der SPD Niederbayern. Am 13. Januar 2023 wurde sie als Nachfolgerin von Arif Taşdelen zur Generalsekretärin der BayernSPD berufen.

### Bayerischer Landtag
2008 kandidierte Müller erstmals als Direktkandidatin im Stimmkreis Landshut für den Bayerischen Landtag. 2013 trat sie erneut an und erreichte als Drittplatzierte der SPD im Wahlkreis Niederbayern ein Landtagsmandat, das sie 2018 und 2023 verteidigen konnte. Seit der 17. Legislaturperiode ist sie Mitglied des Ausschusses für Ernährung, Landwirtschaft und Forsten. Zusätzlich dazu war sie in der 17. Legislaturperiode Mitglied im Ausschuss für Gesundheit, Pflege und Prävention und in der 18. Legislaturperiode Mitglied im Ausschuss für Umwelt und Verbraucherschutz.

### Weiteres Engagement
In ihrer Jugend hat sich Müller in der Katholischen Landjugendbewegung (KLJB) engagiert. Neben ihrem parteipolitischen Engagement ist sie Mitglied in verschiedenen Vereinen im Landkreis Landshut. Seit 2020 ist sie Mitglied der Landessynode der Evang.-Luth. Kirche im Kirchenkreis Regensburg und seit 2000 im Kirchenvorstand der evangelisch-lutherischen Dreieinigkeitskirche Rottenburg. Außerdem ist Müller seit 2013 Präsidin im Dekanat Landshut.